# Unió del Poble Estonià
La Unió del Poble Estonià (estonià Eestimaa Rahvaliit) és un partit polític d'Estònia, dirigit per Karel Rüütli. El partit va ser fundat el 29 de setembre de 1994 a Tallinn sota el nom de Partit Popular del Poble Estonià (Eesti Maarahva Erakond, EME). El 18 d'octubre de 1999 el partit va canviar el seu nom pel d'Unió Popular d'Estònia. El 10 de juny de 2000 es va fusionar amb la Unió Nacional Estoniana (Eesti Maaliit, EML) i amb el Partit Estonià de Pensionistes i Famílies (Eesti Pensionäride ja Perede Erakond, EPPE), esdevenint el partit polític més gran en Estònia. Una altra fusió amb el Partit Nova Estònia (Erakond Uus Eesti) en 2003 resultat ha fet que actualment tingui un nombre d'afiliats de 9.000 individus.

## Programa polític
La Unió del Poble Estonià és un partit conservador amb influències socialdemòcrates. Com que és considerat sovint un partit rural ha experimentat dificultats en obtenir suport més ample a les ciutats. Els darrers anys ha experimentat alguns canvis. La seva representació a les ciutats (incloent-hi Tallinn) ha crescut i han començat per treballar a implicar la minoria russa en activitats polítiques. L'Associació russa de l'ER va ser fundada el 2005. Compta també amb una organització jovenil, Joventut de la Unió del Poble (Rahvaliidu Noored), amb aproximadament 3000 membres.
A nivell europeu és una membre de l'Aliança per l'Europa de les Nacions, però no té representants al Parlament europeu. L'òrgan oficial és Hooliv Eesti. El primer president del partit fou el primer president de la República d'Estònia, Arnold Rüütel. El 10 de juny de 2000 Villu Reiljan fou nomenat nou cap del partit. Va servir també com el Ministre de medi ambient quan participà en el govern de coalició del Partit Reformista Estonià.

## Resultats electorals
El partit ha participat en coalicions de govern estonià de 1995 a 1999 i de 2003 a 2007. De 2003 a 2005 formaren govern juntament amb el Partit Reformista Estonià i la Unió per la República - Res Pública. Després del vot de censura contra el govern de Primer ministre Juhan Parts que provocà la seva dimissió, va participar en la formació d'una coalició nova on Res Publica va ser reemplaçat pel Partit del Centre Estonià.
A les eleccions legislatives estonianes de 2003 va obtenir 64.463 vots (13% dels vots) la qual cosa li suposà 13 diputats de 101. El nombre de diputats augmentà a 16 el 2005 quan Toomas Alatalu, Robert Lepikson i Jaanus Marrandi, del Partit del Centre, ingressaren al partit. A les eleccions locals de 2005 va obtenir bons resultats: 4 regidors a Tallinn i formà part del govern municipal a Tartu, Pärnu i Viljandi. Però a les eleccions legislatives de 2007 va caure fins a 39,211 vots (7,1%) i només sis diputats.

### Parliamentary elections
| Any  | Vots               | %                  | Escons   | +/– | Govern            |
| ---- | ------------------ | ------------------ | -------- | --- | ----------------- |
| 1995 | En coalició amb EK | En coalició amb EK | 41 / 101 | Nou | Coalició          |
| 1999 | 35,204             | 7.3 (#6)           | 7 / 101  | –   | Oposició          |
| 2003 | 64,463             | 13.0 (#4)          | 13 / 101 | 6   | Coalició          |
| 2007 | 39,215             | 7.1 (#6)           | 6 / 101  | 7   | Oposició          |
| 2011 | 12,184             | 2.1 (#6)           | 0 / 101  | 6   | Extraparlamentari |

### Parlament Europeu
| Any  | Vots   | %         | Escons | +/– |
| ---- | ------ | --------- | ------ | --- |
| 2004 | 18,687 | 8.0 (#5)  | 0 / 6  | Nou |
| 2009 | 8,860  | 2.23 (#6) | 0 / 6  | =   |